# Molen van Sint Anthonis
De Molen van Sint Anthonis was een gesloten standerdmolen die van 1800 tot 1935 gestaan heeft aan de Molenstraat in Sint Anthonis in de Nederlandse provincie Noord-Brabant.
De molen verving een voorganger die in 1799 werd verwoest tijdens een storm en waarbij een molenaarsknecht om het leven kwam.
In 1813 werd de molen verkocht aan de familie Van Sambeek. Deze leverde molenaars tot 1919, toen de molen werd verkocht aan Chris Martens, die hem in 1920 verpachtte aan de Coöperatieve Handelsvereniging (CHV), een toeleveringsbedrijf voor de boeren. Deze betaalde ervoor om de molen stil te leggen. In 1932 liep het pachtcontract af en stond de molen, die al die tijd werkloos was, te koop voor sloop. Dit werd ook toen al door velen betreurd.
In 1935 werd de molen, die voordien al in zeer slechte staat verkeerde, definitief gesloopt.
Een monument, bestaande uit een originele molensteen en een informatiepaneel, herinnert nog aan deze molen. Het nog bestaande pand Molenstraat 3 uit het begin van de 19e eeuw was het voormalig molenaarshuis.